# Arthroleptides yakusini
Arthroleptides yakusini é uma espécie de anfíbio da família Petropedetidae.
É endémica da Tanzânia.
Os seus habitats naturais são: florestas subtropicais ou tropicais húmidas de baixa altitude, regiões subtropicais ou tropicais húmidas de alta altitude, savanas húmidas e rios.
Está ameaçada por perda de habitat.